# Apposition
Als Apposition (von lateinisch appositio „das Hinsetzen, der Zusatz“) oder Beisatz wird in der deutschen Grammatik ein Untertyp von Attributen (Satzgliedteilen, Beifügungen) bezeichnet, also von Ausdrücken, die sich mit einem Substantiv oder Pronomen verbinden. 
Der Begriff der Apposition beinhaltet, 
(a) dass der Ausdruck der Form nach selbst ein Substantiv oder eine Substantivgruppe ist (also in der Regel ohne weitere Verbindungselemente wie Präpositionen) und
(b) dass er die Funktion hat, den Bezug des anderen Substantivs näher zu bestimmen und evtl. als Alternative zu diesem Substantiv einzutreten.
Abgesehen von dieser Gemeinsamkeit zerfallen die sogenannten Appositionen in verschiedene Untertypen, bei denen es sich um völlig verschiedenartige grammatische Konstruktionen handelt. Man unterscheidet hauptsächlich zwischen der lockeren Apposition und der engen Apposition wie in folgenden Beispielen (Apposition kursiv):
1. Peter Müller, der technische Leiter des Betriebs, hat das unterschrieben. (Lockere Apposition)
2. die Universität Hamburg (Enge Apposition)

Die Apposition ist nicht zu verwechseln mit dem grammatischen Begriff der Adposition (einer Verallgemeinerung zum Begriff Präposition).

## Begriffsgeschichte
Der Begriff Apposition wurde von Philipp von Zesen mit dem deutschen Wort Beifügung übersetzt (das heute aber in der Bedeutung „Attribut“ verwendet wird). Karl Heyse sprach auch von Erklärungszusatz.

## Lockere Apposition

### Abgrenzungen
Man unterscheidet je nach der Enge der syntaktischen Verbindung zwischen enger und weiter / lockerer Apposition. Die lockere Apposition gleicht in vieler Hinsicht einer Parenthese, sie wird also in der Schreibung durch Komma, in der Aussprache durch Intonation abgesetzt. Beispiele:
Julian, der Bruder von Christian, fährt gerne mit der Bahn.
Ich, die Schwester der beiden, reise lieber mit dem Flugzeug.
Einer der Brüder, der mit der Narbe am Kinn, arbeitet als Schaffner bei der Bundesbahn.
Die lockere Apposition ist aber nicht einfach nur eine Parenthese. Parenthesen können eingeschobene Erläuterungen allgemeiner Art sein, wogegen als Appositionen nur Zusätze gelten, die den Bezug auf ein bestimmtes Individuum klarstellen. Hierbei wird die Apposition oft auch auf Ausdrücke der Kategorie Substantiv beschränkt. In diesem strengen Sinn werden also locker zugesetzte, erläuternde Adjektive bzw. adjektivische Partizipien nicht als Apposition bezeichnet (etwa in: „der Boden, vom Regen schon ganz aufgeweicht, ...“).
Abweichend hiervon werden manchmal aber Adjektive und Relativsätze als „appositiv“ bezeichnet, wenn sie von einer restriktiven (einschränkenden) Bedeutung unterschieden werden sollen (für den Begriff des restriktiven Relativsatzes siehe unter Relativsatz #Semantische Funktion).
Bestimmungen mit „namentlich“, „besonders“ und „das heißt“ werden manchmal als Appositionen eingestuft:
Die Preise der wichtigsten Güter, namentlich der Lebensmittel, wurden überprüft.
Mit Lebensmitteln, besonders mit Bananen, sind wir sehr vorsichtig.
Der Zustand von Obst, das heißt von verderblichen Lebensmitteln, verschlechtert sich in wenigen Tagen.

### Kasus der lockeren Apposition
Da lockere Appositionen recht selbständige Ausdrücke sind, stellt sich die Frage, woher diese Substantive ihren Kasus erhalten. Häufig gilt Übereinstimmung des Kasus (Kongruenz) mit dem Bezugswort, wie bereits in dem obigen Beispiel mit übereinstimmendem Nominativ:
Julian, der Bruder von Christian, fährt gerne mit der Bahn.
Ein Beispiel mit Genitiv-Kongruenz:
Bonn liegt am Ufer des Rheins, eines der symbolträchtigsten Flüsse Europas.
Es gibt aber auch Konstruktionen, in denen der Kasus nicht mit dem Kasus des Bezugswortes übereinstimmt. Häufig ist in diesen Fällen ein inkongruenter Nominativ oder Dativ. Steht in der Apposition kein Artikel oder Artikelwort beim Substantiv, so gilt der Nominativ standardsprachlich als korrekt:
Die Fotografien des jungen Mannes, Künstler aus Indien (nicht: Künstlers), stießen auf großes Interesse.
Wenn sonst Missverständnisse möglich wären, kann es sich dennoch empfehlen, die artikellose Apposition in denselben Kasus wie das Bezugswort zu setzen:
Der Bruder des jungen Mannes, Künstler aus Indien (= der Bruder ist Künstler), lebt heute in London.
Der Bruder des jungen Mannes, Künstlers aus Indien (= der junge Mann ist Künstler), lebt heute in London.
Mit Artikel ist in jedem Falle eine Kasuskongruenz erforderlich:
Die Fotografien des jungen Mannes, eines Künstlers aus Indien, stießen auf großes Interesse.
Der Bruder des jungen Mannes, ein Künstler aus Indien (= der Bruder ist Künstler), lebt heute in London.
Der Bruder des jungen Mannes, eines Künstlers aus Indien (= der junge Mann ist Künstler), lebt heute in London.
Ein inkongruenter Dativ („appositiver Dativ“) kommt ebenfalls häufig vor, gilt aber standardsprachlich als unerwünscht:
Die Fotografien des jungen Mannes, einem Künstler aus Indien, stießen auf großes Interesse.

## Enge Apposition
Die enge, also nicht vom Bezugswort abgesetzte Apposition zerfällt ihrerseits wiederum in verschiedene Untertypen.
Bei enger Apposition kann es sein, dass die Unterscheidung  schwerfällt, welcher Teil die Apposition ist und welcher Teil der modifizierte Kern der Substantivgruppe.

### Anreden und andere zusammengesetzte Eigennamen
Bei der Anrede gilt der Zusatz zum Namen als die Apposition:
Herr Kilian, Professor Müller, Onkel Emil
Zusätze bei Herrschernamen gelten in manchen Quellen ebenfalls als (enge) Appositionen – in manchen anderen allerdings nicht:
Königin Elisabeth die Zweite
Die Namensnennung zu Gegenständen ist eine Apposition:
Die Stadt Bonn, die Universität Hamburg, die Insel Rügen, die Autobahnausfahrt Karlsruhe-Nord
Ähnliche Fälle sind Bestimmungen durch Zitat:
die Zahl Dreizehn, der Begriff Apposition
Tolstojs Roman »Krieg und Frieden« erschien erstmals 1868/69.
Diese Verbindungen sind so eng, dass die Apposition auch als Nebenkern der gesamten Substantivgruppe bezeichnet wird, also dass statt einer Unterscheidung zwischen Kern und Dependens innerhalb der Substantivgruppe eher ein zusammengesetzter Kern gesehen wird. Eine solche Konstruktion wird auch als Juxtaposition bezeichnet.

### Partitive
Partitiv ist in manchen Sprachen der Name eines eigenständigen Kasus, bezeichnet jedoch auch eine Konstruktion, so wie hier im Deutschen. Partitiv-Konstruktionen ergeben sich typischerweise aus Maßangaben und ähnlichen Verbindungen. Sie werfen ebenfalls die Frage auf, ob klar zwischen Kern und abhängiger Bestimmung unterschieden werden kann, oder ob zu einem gewissen Grad ein Doppel-Kern vorliegt. Beispiele:
ein Liter Wasser
eine Tasse Kaffee
eine erstaunliche Anzahl von neuen Ideen
eine Million verkaufte(r) Schallplatten
ein Stündchen Zeit für mich / : ein Stündchen Zeit für mich
Adjektive zeigen, dass auch hier Kasusangleichung besteht:
für eine Tasse heißen Tee
mit einer Tasse heißem Tee
Deutlich wird der Doppelkern auch im folgenden Beispiel. Das vorangestellte Adjektiv bezieht sich auf beide Nomina oder sogar mehr auf das zweite:
eine heiße Tasse Tee
Alternativ ist hier auch ein Genitiv-Attribut möglich. Damit wird deutlicher hierarchisiert, ein Doppelkern liegt nicht vor:
eine Tasse heißen Tees
für eine Tasse heißen Tees
mit einer Tasse heißen Tees
Zur Abwägung „Doppelkern oder nicht?“ vgl. auch:
ein Teller Gebäck (Partitiv)
ein Teller mit Gebäck (Präpositionalattribut)